# Shire Oak
Shire Oak är en ort i distriktet Walsall, i grevskapet West Midlands, i England. Shire Oak var en civil parish från 1894 till 1966 då den blev en del av Aldridge Brownhills och Hammerwich. Denna civil parish hade 1 587 invånare år 1951.